# Friedrich Karl Theodor Köring
Friedrich Karl Theodor Köring (* 31. Dezember 1834 in Göttingen; † 15. Februar 1906 in Berlin) war ein preußischer Generalmajor.

## Leben

### Herkunft und Familie
Friedrich Karl Theodor Köring war ein Sohn des Rittmeisters August Köring († 1848) und der Charlotte, geborene Ostermeyer († 1839). Er heiratete 1871 in Wiesbaden Ellen Rosalie Schepeler (1844–1911). Aus der Ehe gingen zwei Söhne hervor, wovon der ältere, Georg, jung verstarb, der jüngere, Harry Wilhelm Theodor (1874–1907) Oberstleutnant im Infanterie-Regiment Nr. 21 und zum Großen Generalstab kommandiert war.

### Militärkarriere
Köring begann seine Laufbahn 1850 als Hannoverscher Kadett. 1853 war er Portepeefähnrich im 2. Infanterie-Regiment (Celle) und wurde im selben Jahr zum Secondelieutnant im 6. Infanterie-Regiment (Hannover) ernannt. Er wurde 1857 zum Premierlieutenant befördert und war von 1857 bis 1859 zur Militärakademie in Hannover kommandiert. Im Deutschen Krieges nahm er an der Schlacht bei Langensalza teil.
Er wurde 1867 mit seinem Patent als Premierlieutenant in den Verband der preußischen Armee eingegliedert und dem Infanterie-Regiment Nr. 20 aggregiert. Noch im selben Jahr erhielt er die Beförderung zum Hauptmann und Kompaniechef im Regiment. Im Deutsch-Französischen Krieg kämpfte er in den Schlachten bei Spichern und Vionville, wo er durch einen Kartätschenschuss durch die rechte Hand verwundet wurde. Noch im ersten Kriegsjahr erhielt er das Eiserne Kreuz II. Klasse. 1872 wurde er Kompanieführer im Ersatzbataillon. Nach seinem Aufstieg zum Major 1877 wurde er 1878 etatmäßiger Stabsoffizier und 1879 Kommandeur des 1. Bataillons im Infanterie-Regiment Nr. 20. Er wechselte 1880 als Kommandeur des Füsilierbataillons zum Infanterie-Regiment Nr. 64. 1884 wurde er Oberstleutnant und etatmäßiger Stabsoffizier im Infanterie-Regiment Nr. 46 sowie 1887 Oberst und Kommandeur des Infanterie-Regiment Nr. 59. Er wurde 1890 à la suite des Regiments gestellt und mit der Führung der 2. Infanterie-Brigade beauftragt. Noch im selben Jahr wurde er zum Generalmajor befördert und wurde Kommandeur der Brigade. 1892 wurde er mit dem Roten Adlerorden II. Klasse mit Eichenlaub geehrt und mit Pension zur Disposition gestellt unter Verleihung des Kronenorden II. Klasse mit Stern.
Köring war langjähriger Vorsitzender des deutschen Tierschutzvereins. Er wurde am 19. Februar 1906 auf dem Invalidenfriedhof beigesetzt.